# Rów Sandwichu Południowego
Rów Sandwichu Południowego – rów oceaniczny na południowym Oceanie Atlantyckim leżący ok. 100 km po wschodniej stronie Wysp Sandwich Południowy. Największa stwierdzona głębokość 8428 m ppm. znajduje się 122 km na północny zachód od Wyspy Zawadowskiego. Jest najgłębszym rowem na południowym Atlantyku i drugim co do głębokości po Rowie Portorykańskim na Oceanie Atlantyckim. Południowa część rowu wchodzi na obszar Oceanu Południowego. Największa głębokość w tej części rowu wynosi 7.235 m ppm.